# Luis Vernet
Luis Vernet (nascido Louis Vernet; 1791 - 1871) era um comerciante de Hamburgo, Alemanha, de ascendência huguenote. Vernet estabeleceu um assentamento na Malvina Oriental em 1828, após a aprovação das autoridades britânicas e argentinas. Como tal, Vernet é uma figura controversa na história da disputa da soberania das Ilhas Malvinas.

## Ilhas Malvinas
Em 1823, o governo da Províncias Unidas do Rio da Prata, sediado em Buenos Aires, concedeu a Vernet a permissão para realizar atividades de pesca e exploração de gado selvagem no arquipélago das Malvinas. Vernet assentou-se nas ruínas de Porto Solidão (Puerto Soledad) em 1826 e acumulou recursos nas ilhas até o empreendimento ser seguro o suficiente para trazer colonos e formar uma colônia permanente.
Buenos Aires passou a considerar Vernet o comandante militar e civil das ilhas em 1829 e ele tentou regulamentar a pesca para parar as atividades de baleeiros e caçadores de focas estrangeiros. As atividades de Vernet duraram até uma disputa sobre os direitos de pesca e caça que levou a uma incursão do navio de guerra estadunidense USS Lexington em 1831, quando Silas Duncan, o então comandante da Marinha dos Estados Unidos, tomou o assentamento de Porto Solidão.